# Аллергия на ракообразных
Аллергия на ракообразных — аллергическая реакция на аллергены промысловых ракообразных.

## Пищевая аллергия
Аллергены имеются в крабах, креветках, раках и других ракообразных.
Чаще болеют дети. В 75% случаев больные, страдающие от этой аллергии, также склонны к аллергии на моллюсков. Большинство аллергий на ракообразных, кажется, связаны с мышечным белком тропомиозином.
Реакция варьируется от мягких форм (возникает зуд на губах во рту и в горле, и их отёк) до угрожающий жизни системной анафилаксии (возникает затруднение дыхания, снижение артериального давления, смерть). Появляется крапивница. Симптомы наблюдаются в течение часа после приёма аллергенов. 
Может наблюдаться также обморок, понос, головокружение, рвота, одышка, экзема.

## Аллергия на дафний
Дафнии, которыми кормят аквариумных рыб, например, Daphnia magna (Straus, 1820), могут вызывать аллергию у работников зоомагазинов и у рыбоводов-любителей. У таких больных наблюдается круглогодичная бронхиальная астма, приступы которой бывали в месте, где был контакт с дафниями, например, дома, где больной держал аквариумных рыб. Также наблюдались аллергический ринит, реже крапивница и экзема. Кожные реакции с аллергеном домашней пыли и другими бытовыми аллергенами отрицательны, а кожная проба с аллергеном из дафнии резко положительна.